# Artoño
Santa Eulalia de Artoño (oficialmente, Santalla de Artoño) es una parroquia que se localiza en el norte del ayuntamiento de Agolada. Según el IGE en 2013 tenía 116 habitantes (55 varones y 61 mujeres) distribuidos en 10 entidades de población, lo que supone una disminución en relación con el año 1999, cuando tenía 222 habitantes.

En esta parroquia tuvo su sede la Banda de música de Artoño y nació el alcalde de Agolada Ramiro Varela Peón.

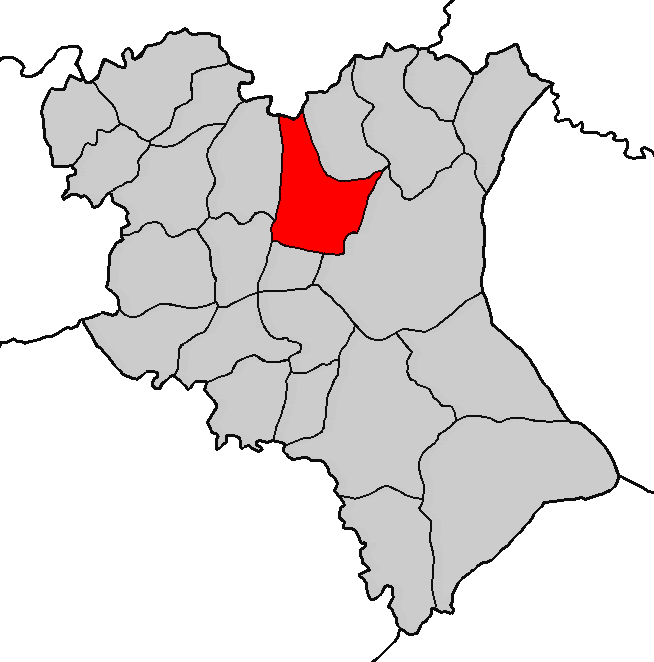
Situación de la parroquia de Artoño en el municipio de Agolada.

## Lugares
La parroquia de Artoño posee los siguientes lugares:
- A Capela
- Artoño
- Ascontra
- Buxel
- Campo Simón
- Cartas
- Cendoi
- O Coto
- Outeiro
- Quintas
- Traspenas
- Vilar

## Patrimonio
- Iglesia de Santa Eulalia de Artoño.
- Capilla del Santo Ángel de la Guardia.
- Capilla de San Ramón.
- Casa de Méndez.
- Casa de Traspeñas.

## Fiestas y celebraciones
Se celebran las fiestas de San Ramón en la capilla del mismo nombre el 31 de agosto y 1 de septiembre. También se celebra en la capilla de Buxel el Ángel de la Guardia el 5 y 6 de octubre.

## Galería de imágenes

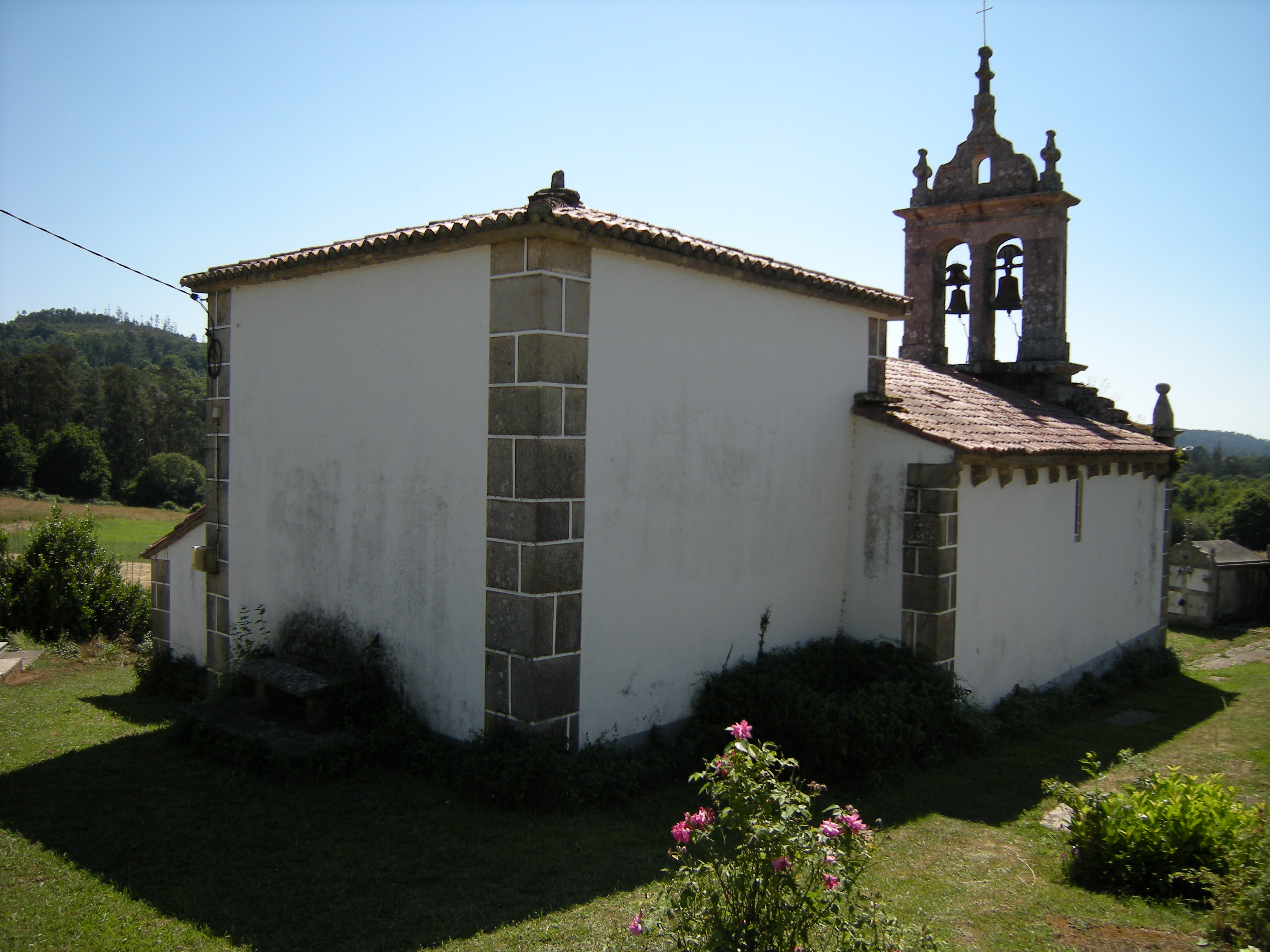
Iglesia de Artoño.
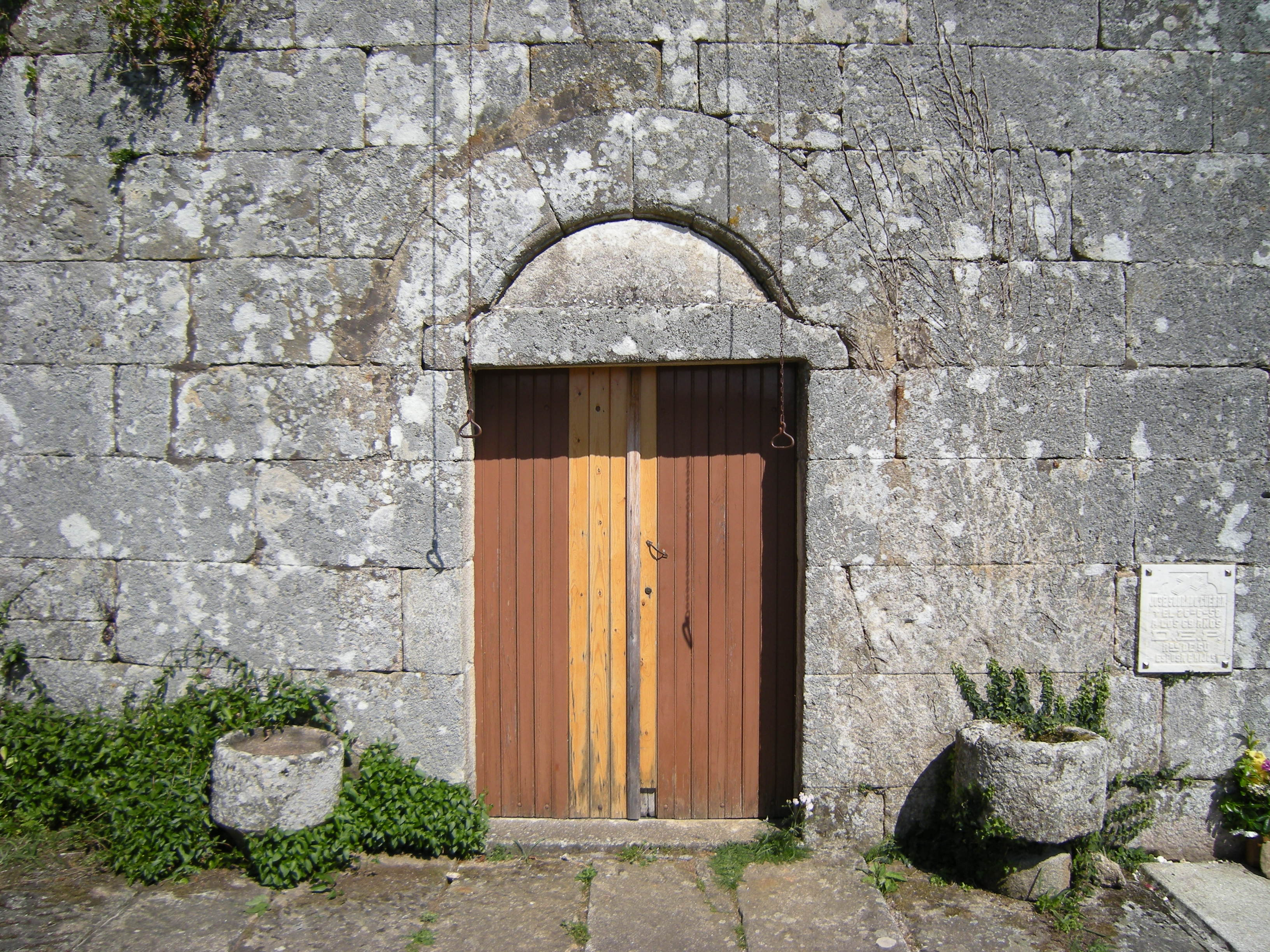
Puerta de la iglesia de Artoño.
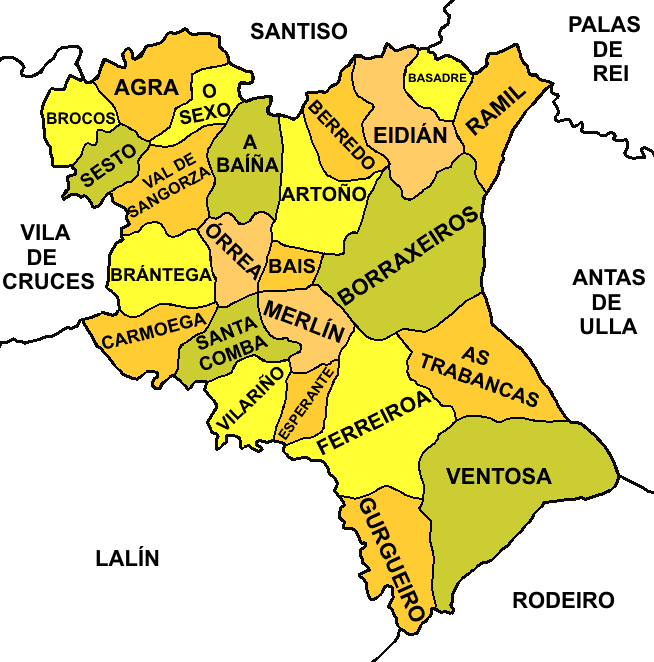
Las veinticuatro parroquias que conforman el municipio de Agolada.